# Білокуріха
Білокурі́ха (рос. Белокуриха) — місто, курорт федерального значення в Алтайському краї Росії. Як курорт відомий з XIX століття. Утворює Білокуріхинський міський округ в рамках муніципально-територіального поділу. Є містом крайового значення з точки зору адміністративно-територіального поділу.

## Фізико-географічна характеристика

### Географія
Розташоване у південно-східній частині Алтайського краю в долині річки Білокурихи, на висоті 240—250 метрів над рівнем моря біля підніжжя гори Церковки. Знаходиться в передгір'ях Алтаю, на місці виходу термальних радонових вод.
Територія: 92,3 км².

### Клімат
Клімат характеризується високою для Сибіру середньорічною температурою повітря і переважно безвітряною погодою, відсутністю великих перепадів атмосферного тиску. В цілому, він дещо м'якше, ніж у прилеглій Бійській рівнині. За кількістю сонячних днів у році Білокуриха порівнянна з курортами Криму і Кавказу, сонячних днів у році: 260. Опади до 800 мм, головним чином влітку.
Весна порівняно рання і тепла. Влітку на більшій території панує ясна стійка спекотна погода, а річна тривалість сонячного сяйва становить 1900—2000 годин. Середні температури липня +18 °C…+ 20 °C. для літніх місяців характерно знижений атмосферний тиск (близько 733 мм рт. ст.), порівняно із зимовими та весняними місяцями (743…748 мм рт. ст.). Осінь тепла з невеликою кількістю опадів. Сніговий покрив встановлюється в листопаді. Для зими характерна суха, майже безвітряна погода з великою кількістю ясних сонячних днів. Середня температури взимку: -15,9 °C, іноді трапляються сильніші морози.
| Клімат Білокурихи                        | Клімат Білокурихи | Клімат Білокурихи | Клімат Білокурихи | Клімат Білокурихи | Клімат Білокурихи | Клімат Білокурихи | Клімат Білокурихи | Клімат Білокурихи | Клімат Білокурихи | Клімат Білокурихи | Клімат Білокурихи | Клімат Білокурихи | Клімат Білокурихи |
| Показник                                 | Січ.              | Лют.              | Бер.              | Квіт.             | Трав.             | Черв.             | Лип.              | Серп.             | Вер.              | Жовт.             | Лист.             | Груд.             | Рік               |
| Середній максимум, °C                    | −10,5             | −8,6              | −3,2              | 6,7               | 18,7              | 22,8              | 25,2              | 22,9              | 15,3              | 6,8               | −3,1              | −8,8              | 7,1               |
| Середня температура, °C                  | −14               | −13,1             | −7,9              | 2,3               | 12,7              | 17,4              | 19,8              | 17,6              | 10,9              | 3,4               | −6,3              | −12,1             | 2,7               |
| Середній мінімум, °C                     | −17,7             | −17,3             | −13,1             | −2,4              | 7,3               | 11,6              | 14,4              | 12,3              | 6,4               | 0,3               | −9,6              | −15,7             | −1,9              |
| ---------------------------------------- | ----------------- | ----------------- | ----------------- | ----------------- | ----------------- | ----------------- | ----------------- | ----------------- | ----------------- | ----------------- | ----------------- | ----------------- | ----------------- |
| Джерело: Метеостатистика Алтайского края |                   |                   |                   |                   |                   |                   |                   |                   |                   |                   |                   |                   |                   |

### Рослинний світ
Південна частина міста-курорту облямовується відрогами Чергинського хребта, який покритий хвойною рослинністю і чагарниками: горобина, черемха, маральник. В околицях міста широко поширені рослини акліматизовані, нехарактерні для півдня Західного Сибіру, такі як дуб і манчжурський горіх.

## Історія
У 1920 — х роках на місці села Новобілокуриха був заснований курортне селище. Тут були побудовані контора, їдальня, амбулаторія і солярій, а в 1928 році збудована водолікарня на 24 ванни і поліклініка, в 1931—1934 роках зведені дерев'яні спальні корпуси. Тут відпочивали керівники радянської держави і їх дружини, жив російський письменник К. Г. Паустовський.
У 1942 році в Білокуриху був евакуйований всесоюзний піонерський табір «Артек».
Становлення найбільшого на сході країни курорту стало можливим завдяки радянському державному діячеві Юхиму Павловичу Славському. Саме Є. П. Славський стояв біля витоків створення міста-курорту Білокуриха, який сьогодні широко відомий не тільки в Росії, але і далеко за її межами.
У 1960-х роках побудовано більшість санаторіїв в яких зараз лікуються і відпочивають гості курорту. Першим в 1961 році був зданий в експлуатацію санаторій «Металург», нині «Едем».
У 1970 році селище отримує статус курорту всесоюзного значення, в 1982 році — статус міста, а з 1992 року є курортом федерального значення.

## Населення
| 4926                                   | 7060 | 9233 | 14 435 | 14 000 | 14 400 | 14 727 | 14 661 | 14 406 | 14 526 | 15 072 | 15 179 |
| В період з 1959 по 2018 рік (тис. ос.) |      |      |        |        |        |        |        |        |        |        |        |

## Транспорт
Найближчі міста: Бійськ (65 км), Горно-Алтайськ (115 км), Барнаул (236 км). Місто пов'язане автобусним сполученням з Барнаулом, Бійськом, Горно-Алтайськом, Кемеровом, Новокузнецьком, Междуреченском, Новосибірськом і Томськом. Найближчий аеропорт розташований в Горно-Алтайську, а залізничний вокзал в Бійську. На 1 січня 2018 року за чисельністю населення місто перебувало на 786 місці з 1113 міст Російської Федерації.

## Курорт
У даний час курортна зона Білокурихи здатна прийняти одноразово понад 5 тисяч відпочиваючих. В місті діють 19 санаторно-курортних та санаторно-оздоровчих закладів на 5000 місць, бальнеотерапія включає 27 видів процедур на мінеральній і прісній воді. Число санаторіїв, здравниць, готелів, невеликих пансіонатів на особливо охороняється природній території неухильно зростає. У 2006 році були здані під ключ кілька будівель громадського призначення загальною площею 22 952,4 м2 сумарною вартістю 239,6 млн руб. Будівництво ведеться за рахунок приватних інвесторів.
У 2015 році Бєлокуриху відвідало 219 тисяч туристів, у тому числі в санаторіях відпочило понад 130 тисяч осіб.

### Лікувальні фактори

#### Кліматолікування
Характеризується порівняно високою для Сибіру середньорічною температурою повітря (+ 4 °C). М'яка зима, нежарке літо, тепла погода весняних і осінніх місяців, переважно безвітряна, короткочасні заморозки взимку, змінюються частими відлигами і сталість барометричного тиску.

#### Гірське повітря
Легкі аероіони — головний лікувальний компонент гірського повітря. В Бєлокуріха вміст легких аероіонів від 1014 до 2400, що вдвічі перевищує їх вміст на всесвітньо відомому швейцарському курорті Давосі (1006). Підвищена іонізація повітря особливо відзначена на прилеглих височинах — терасах.

#### Термальні води
Бєлокурихинские джерела є термальними азотно-кременистими радоносодержащими водами, або азотними термами. Вони виходять на поверхню з температурою 30 °C і 42 °C. В них міститься невелика кількість радону, багато азоту, фтору та кремнієвої кислоти, а також різні мікроелементи. Вода лужна, мінеральна. Також використовуються лікувальні грязі з солоних озер Алтайського краю.

#### Гірськолижний спорт
На початок 2010 року на території курорту було обладнано три основних гірськолижних схилу: «Катунь» — центральний схил курорту довжиною 800 метрів, «Північний» довжиною 650 метрів і «Церковка» довжиною 2050 метрів.

### «Сибірський Давос»
В даний час Білокуриха здобуває славу не тільки як бальнеологічний курорт, але і як місце проведення великих заходів: міжнародного форуму ЮНЕСКО та Фонду дикої природи під девізом «Природа, екологія, людина», щорічного «Сибірського Давосу» (офіційна назва «Західна Сибір: регіон, економіка, інвестиції») — традиційної міжнародної економічної конференції, що збирає економістів і політологів високого рангу.

#### НДІ курортології
У лютому 2016 року в Бєлокуріха створений Алтайський науково-дослідний інститут курортології. В установі планують вивчати природні лікувальні фактори регіону і розробляти на їх основі методи і способи лікування, а також складати програми розвитку санаторно-курортного комплексу регіону, курортів «Білокуриха» і «Білокуриха-2». НДІ входить до складу Сибірського федерального науково-клінічного центру. Штат укомплектований з 40 фахівців з Томська, Барнаула і Белокурихи.

### Білокуриха-2
Споруджуваний туристично-рекреаційний кластер «Білокуриха-2» розташований в 10 кілометрах від міста Белокурихи. Він включатиме розвинену лікувальну базу туристську інфраструктуру, цікаве планування, а також сім гірськолижних трас. Новий кластер дозволить розмістити зростаюче число туристів (середньорічна завантаження санаторіїв міста-курорту Білокуриха становить понад 85 %).
Станом на березень 2015 року, у будівництво кластера вкладено 3,1 млрд рублів з 10 запланованих.
У 2017 році планувалося підготувати інженерну інфраструктури: ввести в дію лінію електропередач, провести газопровід і водопровід, а також систему водовідведення.
У 2018 році новий туристичний комплекс Білокуриха-2 приймає гостей.
Історико-архітектурний комплекс «Андріївська слобода» працює з 2017 року. Винокурня, будинок знахарки і колишній житловий будинок купця Андрєєва відреставровані і відкриті для відвідин. Трактир «Гоголь» пропонує різноманітне меню з національним колоритом у вигляді розтягаїв, солоного сала, збитню, зелених щей і інших страв, відкрита кімната-музей письменника, яку відтворили з відомих зображень.
Мішина гора пропонує найвищий на Алтаї Гірничо-лижний комплекс з сучасним набором комфортабельних послуг, технічним оснащенням і рівнем безпеки.
Відомі туристичні маршрути Белокурихи: Церковка, Кругла, Скеля зізнань, Два брата, Черепаха, Ворота любові і інші. «Скеля Чотири брати» відноситься до Державного природного заповідника «Тигирекский» і розташовується на 3,5 км на південь р. Бєлокуріха. Пам'ятник займає площу близько 36,7 га і включає в себе останець «Чотири брати» та інші дрібні останці в радіусі 250 метрів. Вертикальне розчленування гранітної скелі нагадує чотири голови, що і послужило підставою для назви. Висота гранітної брили близько 12 метрів.
Весь хребет, на якому розташовані останці, покритий березово-сосновим лісом, у якому росте близько 60 видів рослин, частина з них занесена в Червону книгу.
Всього за рік в регіон приїжджає до 14 млн туристів, він увійшов в трійку лідерів російського оздоровчого туризму за підсумками 2017 року (аналітичне агентство «ТурСтат»).

## Засоби масової інформації

### Радіостанція
101,1 МГц «Міліцейська хвиля» + місцеве мовлення «Катунь FM»;
104 МГц «Радіо Радіо-Білокуриха» (виключно місцеве мовлення);
104,4 МГц NRJ;
106,9 МГц «Дорожнє радіо»;
107,4 МГц «Радіо Росії» + місцеве мовлення ДТРК «Алтай»;

### Телебачення
- 5 канал: «Перший канал»;
- 6 канал: «Росія-1» + місцеве мовлення ДТРК «Алтай»;
- 22 канал: Перший мультиплекс цифрового телебачення Росії;
- 28 канал: «ТВ Центр» + «ТНТ»;
- 33 канал: Другий мультиплекс цифрового телебачення Росії;
- 35 канал: «НТВ»;
- 39 канал: «П'ятий канал»;
- 45 канал: «Матч ТВ»;
- 50 канал: «Катунь 24»

## Галерея

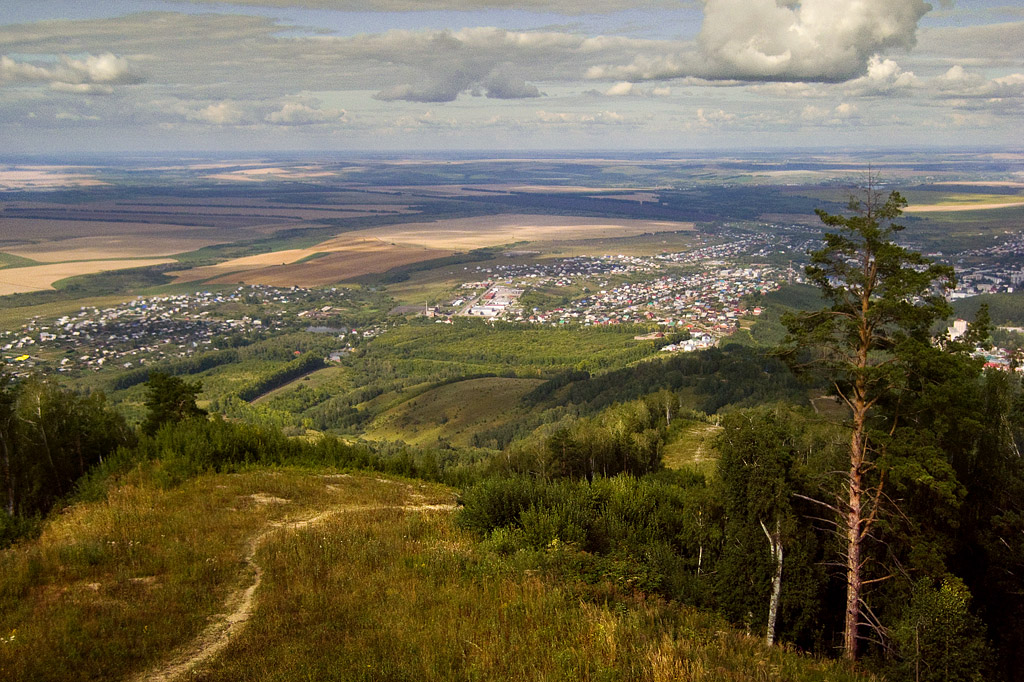
Білокуриха. Вид на місто з гори Церковки